# Avon and Somerset Constabulary
Avon and Somerset Constabulary - brytyjska formacja policyjna, pełniąca rolę policji terytorialnej na całości terytorium hrabstwa ceremonialnego Somerset oraz miasta Bristol, a także na obszarze unitary authority South Gloucestershire, wchodzącym w skład hrabstwa ceremonialnego Gloucestershire. Według stanu na 31 marca 2012, liczy 3039 funkcjonariuszy.

## Galeria

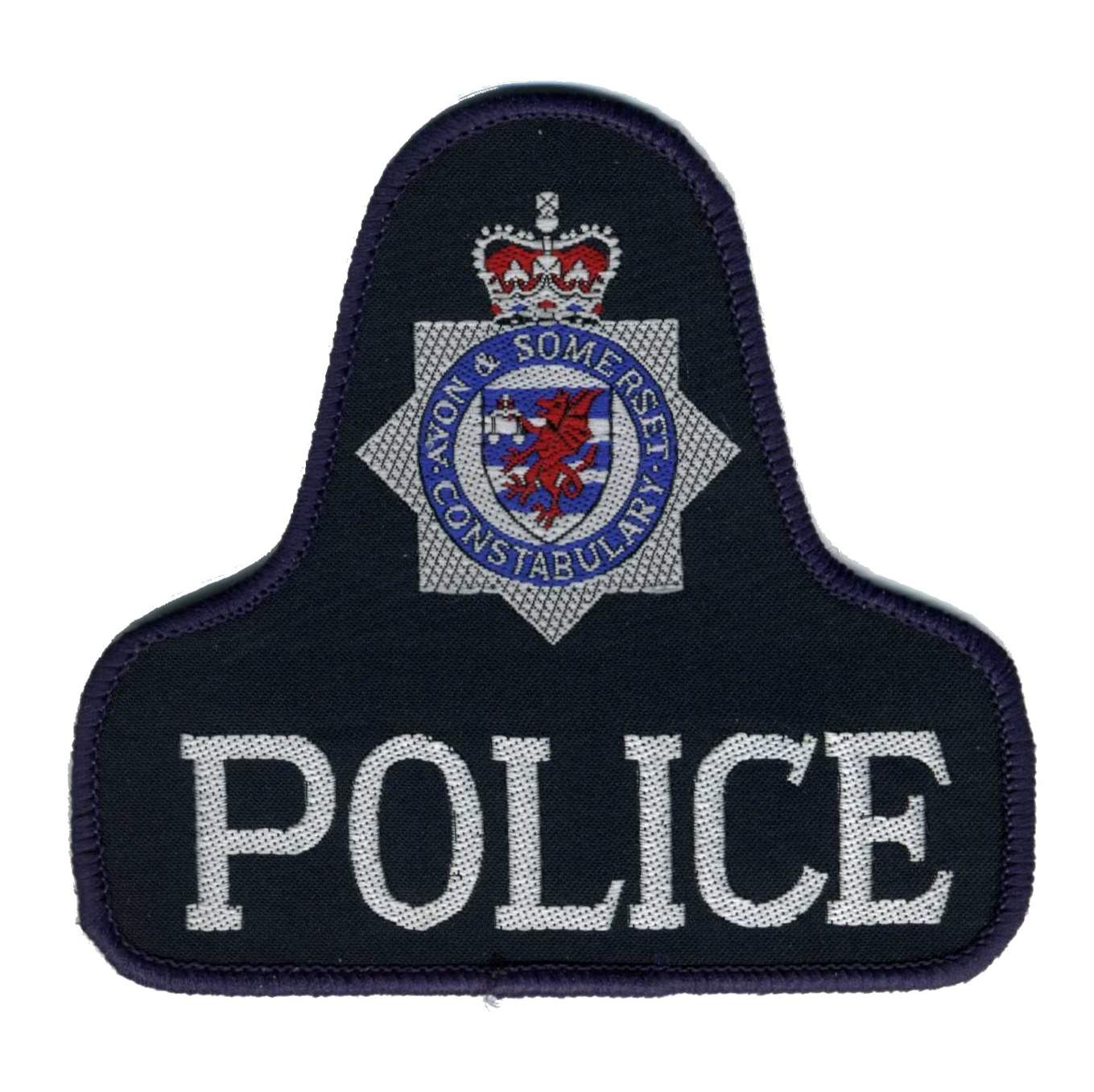
Naszywka mundurowa Avon and Somerset Constabulary
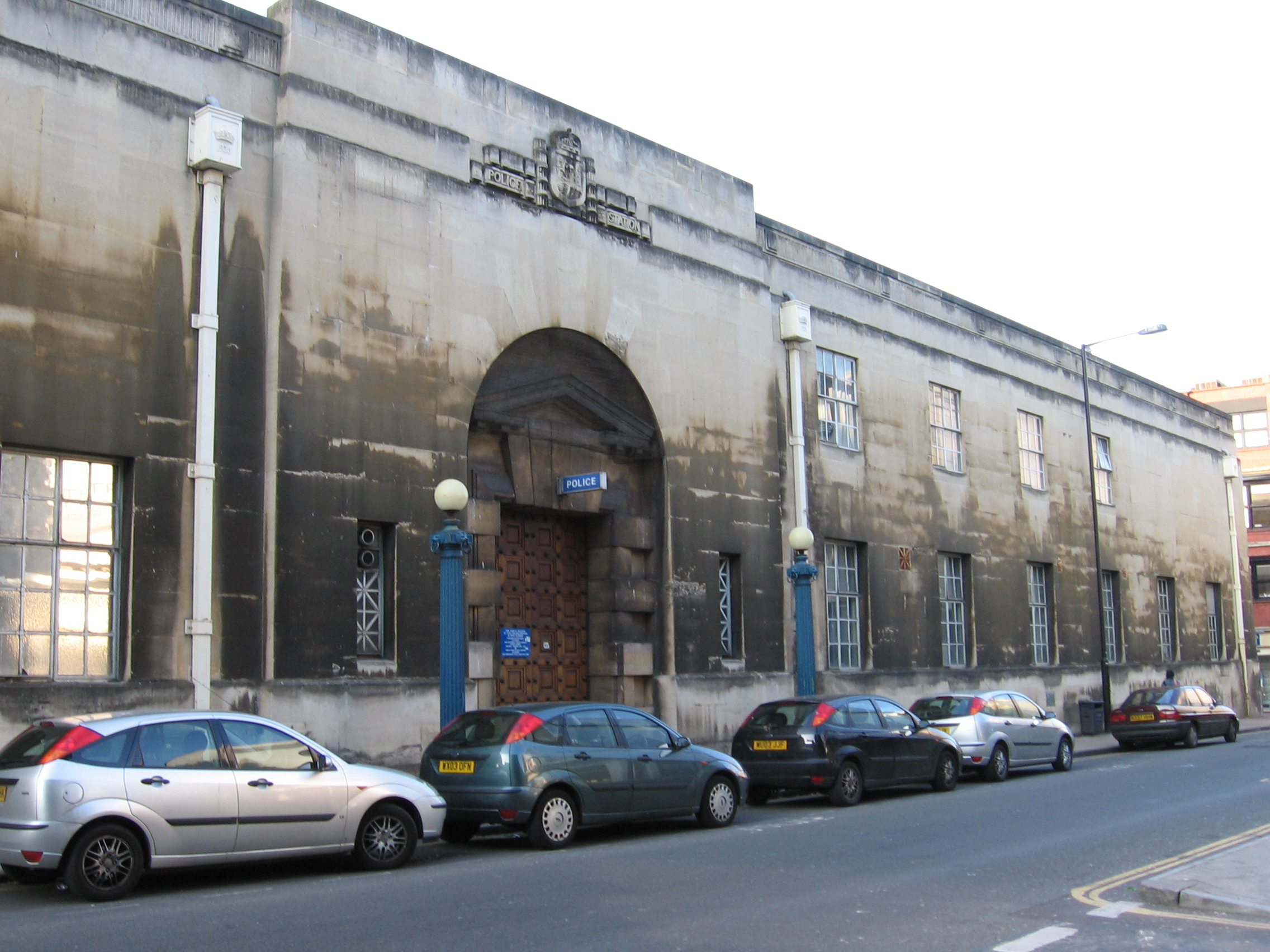
Główny posterunek policji w Bristolu